# بیگ فیش گیمز
بیگ فیش گیمز (انگلیسی: Big Fish Games) شرکت بازی ویدئویی آمریکایی است، که در سال ۲۰۰۲ تأسیس شد.